# Șuncuiuș
Șuncuiuș là một xã thuộc hạt Bihor, România. Dân số thời điểm năm 2002 là 3510 người.